# Аблово (Рязанский район)
Аблово — деревня в Рязанском районе Рязанской области. Входит в Семёновское сельское поселение.

## География
Находится в центральной части Рязанской области на расстоянии приблизительно 13 км на юг-юго-запад по прямой от вокзала станции Рязань II.

## История
На карте 1797 года показана как Измайлово. На карте 1850 года показана как поселение Облова с 2 дворами. В 1897 году здесь (тогда деревня Аблово или Сапагово Рязанского уезда Рязанской губернии) было учтено 5 дворов.

## Население
Численность населения: 45 человек (1897 год), 7 в 2002 году (русские 100 %), 7 в 2010.